# 유엔 안전 보장 이사회 결의 제2618호
유엔 안전 보장 이사회 결의안 제2618호는 2022년 1월 27일 만장일치로 통과되었다. 주요 내용은 유엔 키프로스 평화유지군(UNFICYP)의 임기를 2022년 7월 31일까지 연장하는 것이다.

## 같이 보기
- 유엔 안전 보장 이사회 결의 제2601 ~ 2700호 목록